# Вески (Рапламаа)
Ве́ски (эст. Veski) — деревня в волости Мярьямаа уезда Рапламаа, Эстония.

## География и описание
Расположена в 64 км к югу от Таллина и в 26 км к юго-западу от уездного центра — города Рапла. Высота над уровнем моря — 41 метр.
Климат умеренный. Официальный язык — эстонский. Почтовый индекс — 78261.

## Население
По данным переписи населения 2021 года, в Вески проживали 34 человека, из них 31 (91,2 %) — эстонцы.
Численность населения деревни Вески по данным переписей населения:
| Год  | 1959 | 1970 | 2000 | 2011 | 2021 |
| ---- | ---- | ---- | ---- | ---- | ---- |
| Чел. | 62   | ↘ 61 | ↘ 32 | ↘ 20 | ↗ 34 |

## История
Населённый пункт упоминается в 1419 году как Mühle Walkede (мельница Валгу). В письменных источниках 1591 года упоминается Wäskill Martt (крестьянин), 1712 года — Weski Dëns, Weski Olo, 1726 года — Weskeküll, 1798 года — Weski (деревня).
Деревня возникла вокруг мельницы и её земли относились к мызе Валк (нем. Walck, Валгу, эст. Valgu mõis), впервые упомянутой в 1280-х годах, когда она принадлежала влиятельному дворянскому семейству Фаренсбахов. В настоящее время главное здание мызы административно находится на территории соседней с Вески деревни Валгу.
В начале XX века деревня Вески называлась также Веске и Вескикюля.
В 1977–1997 годах Вески была частью деревни Велизе.

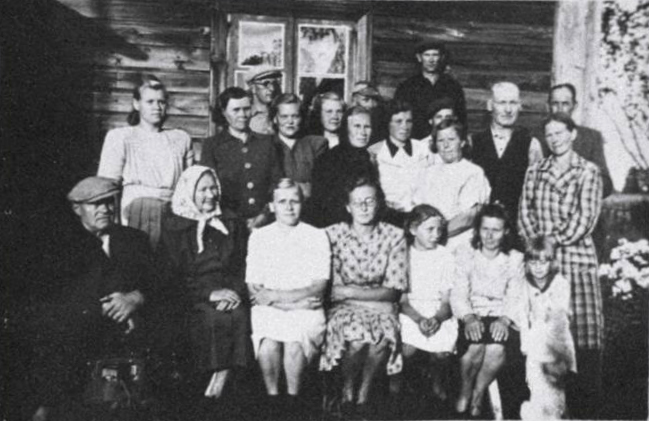
Жители деревни Вески, члены колхоза «Кунгла», 1949 год
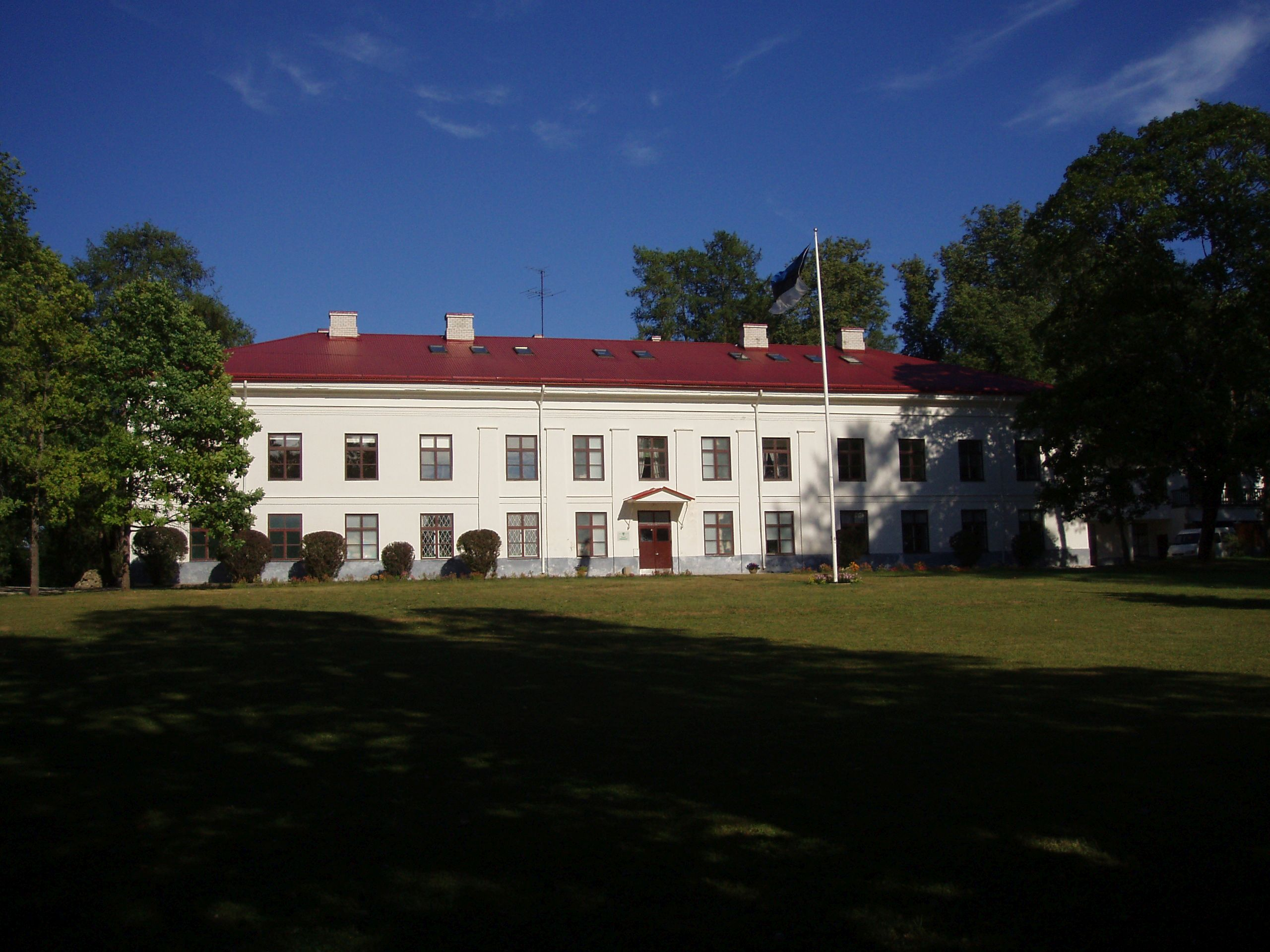
Главное здание мызы Валк в 2006 году

## Достопримечательности
В деревне работает хутор-музей Силлаотса. Его основателем является Ааду Парнабас (Aadu Parnabas), хутор был его родным домом с детства, здесь выросло семь поколений его фамилии. Озеленение вокруг построек хутора Силлаотса и дендрарий, где произрастает 170 видов и форм деревьев и кустарников, находятся под охраной государства.